# Емір Кувейту

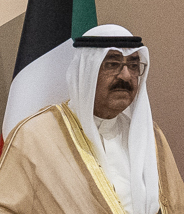
Мішааль аль-Ахмед аль-Джабер ас-Сабах

Емір Кувейту — голова держави Кувейт. Династія аль-Сабах.

## Список емірів
- Шейх Сабах I бін Джабір (1752—1764)
- Шейх Абдаллах I ас-Сабах (1764—1815)
- Шейх Джабір I ас-Сабах (1815—1859)
- Шейх Сабах II ас-Сабах (1859—1866)
- Шейх Абдаллах II ас-Сабах (1866—1892)
- Шейх Мухамад ас-Сабах (1892—1896)
- Шейх Мубарак ас-Сабах (1896—1915)
- Шейх Джабір II ас-Сабах (1915—1917)
- Шейх Салім аль-Мубарак ас-Сабах (1917—1921)
- Шейх Ахмад аль-Джабір ас-Сабах (1921—1950)
- Шейх Абдаллах III аль-Салім ас-Сабах (1950—1965 став еміром в 1961)
- Емір Сабах III аль-Салім ас-Сабах (1965—1977)
- Емір Джабір аль-Ахмад аль-Джабір ас-Сабах (1977 — 2006).
- Саад I — (2006)
- Сабах аль-Ахмед аль-Джабер ас-Сабах — (2006—2020)
- Наваф аль-Ахмед аль-Джабер ас-Сабах — (2020—2023)
- Мішааль аль-Ахмед аль-Джабер ас-Сабах — (2023-)